# Форт Бенд (окръг, Тексас)
Окръг Форт Бенд (на английски: Fort Bend County) е окръг в щата Тексас, Съединени американски щати. Площта му е 2295 km², а населението - 354 452 души (2000). Административен център е град Ричмънд.